# 長野県道135号御代田停車場線
長野県道135号御代田停車場線（ながのけんどう135ごう みよたていしゃじょうせん）は、長野県北佐久郡御代田町を結ぶ一般県道。

## 概要

### 路線データ
- 起点：北佐久郡御代田町御代田（しなの鉄道御代田駅）
- 終点：北佐久郡御代田町馬瀬口（御代田駅入口交差点、国道18号交点）

## 交差・接続する道路
- 国道18号 - 北佐久郡御代田町馬瀬口（御代田駅入口交差点、終点）

## 周辺
- しなの鉄道しなの鉄道線御代田駅
- 御代田町商工会館
- 佐久警察署御代田町交番
- ハケ倉集会所